# Mächtegleichgewicht
Als Mächtegleichgewicht oder Gleichgewicht der Kräfte (englisch Balance of Power) wird in der internationalen Politik Europas seit dem 17. Jahrhundert eine politische Ordnung souveräner (National-) Staaten verstanden, die zwar in Dauerkonflikt miteinander stehen, aber dadurch, dass sich die schwächeren jederzeit gegen den stärksten von ihnen verbünden können, keinen schrankenlosen Krieg gegeneinander führen. Neben dem Mächtegleichgewicht existieren als Modell der Friedenssicherung die Machtausübung eines Hegemons und die Machtkontrolle durch internationale Verträge und Institutionen.
In der Theorie der Internationalen Beziehungen ist die Machtverteilung unter den Staaten ein zentrales Thema neorealistischer Deutungsmuster.

## Geschichte
Nach Jacob Burckhardt bestand das erste Modell eines Mächtegleichgewichts zwischen den italienischen Stadtrepubliken des ausgehenden Mittelalters und der Renaissance. Auf gesamteuropäischer Ebene setzte es sich in der Frühen Neuzeit durch, als sich nach den Konfessionskriegen souveräne Territorialstaaten herausbildeten. Das Konzept des Mächtegleichgewichts verdrängte universalistische Theorien wie den Weltherrschaftsanspruch des Papstes oder die Reichsidee. Als Hochphase des klassischen Gleichgewichtsdenkens gilt die Zeit zwischen dem Westfälischen Frieden 1648 und dem Ausbruch der Französischen Revolution. Es setzte sich dauerhaft 1713 nach dem Spanischen Erbfolgekrieg durch, als eine von England geführte Allianz den Hegemonieanspruch Frankreichs durchkreuzte. Zwar gelang die Friedenssicherung nur mangelhaft, denn in den Jahren bis 1790 bekämpften sich die europäischen Großmächte in 16 Kriegen. Auch wurden beim anschließenden Friedensschluss oft Kompensationen durchgeführt, die ohne Rücksicht auf die Interessen Dritter oder der betroffenen Bevölkerung durchgeführt wurden. Insgesamt blieb das europäische Staatensystem, auch weil ideologische Gegensätze fehlten, bis zum Ausbruch der Französischen Revolution stabil. Aus dieser Zeit stammt auch der Begriff „Mächtegleichgewicht“ (englisch balance of power): 1741 kennzeichnete der britische Premierminister Robert Walpole damit sein politisches Konzept in Bezug auf den europäischen Kontinent.
Nach der Zerschlagung der Hegemonie, die das Französische Kaiserreich unter Napoleon I. errichtet hatte, wurde auf dem Wiener Kongress 1815/15, der die Grenzen in Europa für die Dauer einiger Jahrzehnte festlegte, ein neues Mächtegleichgewicht installiert. Als „Europäisches Konzert“ bezeichnet man die Gleichgewichtskonzeption der Großmächte Russland, Vereinigtes Königreich, Österreich, Preußen und Frankreich (s. auch: Pentarchie). Sie stellte einen Versuch dar, Grundsätze einer Staatengemeinschaft und eines Kräftegleichgewichts zu vereinbaren, um den Frieden in Europa zu erhalten. Der Staatengemeinschaft lag die Vorstellung unabhängiger und gleichberechtigter Staaten zugrunde, der Status quo und sein Gleichgewicht sollten durch abgestimmte Aktionen dieser fünf Großmächte aufrechterhalten werden. Zu diesem Zweck kooperierten sie 1818–1822 in vier Monarchenkongressen bei der Bekämpfung revolutionärer Aktivitäten in Europa und der Beilegung oder Bekämpfung internationaler Konflikte. Die Reichweite dieser Kongressdiplomatie war allerdings begrenzt, da das gemeinsame Handeln stets seine Grenze in der Aktionsbereitschaft des zurückhaltendsten unter ihnen fand.
Im Konzert der Großmächte war Großbritannien durch sein Kolonialreich die einzige Weltmacht. Auf dem Kontinent standen ihm aber vier Großmächte gegenüber, und jede von ihnen war Großbritannien zu Lande überlegen. Großbritannien versuchte deswegen, die Festlandsmächte in einem Gleichgewichtszustand zu halten, damit sie sich gegenseitig blockierten und Großbritannien seine Handlungsfreiheit in Übersee bewahrte. Diese Politik war erfolgreich, bis im späten 19. Jahrhundert Deutschland auf dem Kontinent ein Übergewicht bekam und sich nicht mehr in die Gleichgewichtspolitik des Inselstaates einbinden ließ. Deutschland forcierte den Schlachtflottenbau, Großbritannien rüstete ebenfalls auf und sah sich gezwungen, Bündnisse einzugehen. Es schloss mit Frankreich 1904 die Entente cordiale und glich sich 1907 mit Russland im Vertrag von Sankt Petersburg aus. Damit hatte Großbritannien sich dem russisch-französischen Machtblock angeschlossen. Dieser Machtblock war 1892 entstanden, als Frankreich mit Russland eine Militärkonvention geschlossen hatte, nachdem Bismarck sich im russisch-österreichischen Konflikt um den Balkan für ein Bündnis mit Österreich-Ungarn entschieden hatte. Damit waren zwei feste Blöcke entstanden, in denen die kontinentalen Großmächte paarweise miteinander verbunden waren (Frankreich mit Russland; Deutsches Reich mit Österreich-Ungarn). Kleinere Mächte gruppierten sich um diese Blöcke. So war auf dem Kontinent eine klassische Gleichgewichtssituation hergestellt. Großbritannien hatte versucht, sich keinem der beiden Blöcke fest anzuschließen. Angesichts der deutschen Weltmachtpolitik schloss es sich aber doch der russisch-französischen Allianz an. Die Kräfteverhältnisse zwischen den Machtblöcken entwickelten sich zu Ungunsten Deutschlands und Österreich-Ungarns, ihm stand nun die Triple Entente gegenüber. Als der Erste Weltkrieg begann, waren innerhalb weniger Tage alle fünf Großmächte in einen Krieg miteinander verwickelt. Die Mechanismen zur Krisenlösung, die die Kongress-Diplomatie über Jahrzehnte entwickelt hatte, brach vollständig zusammen.
Nach dem Weltkrieg ersetzte der auf der Pariser Friedenskonferenz 1919 gegründete Völkerbund das Konzept des Machtgleichgewichts durch ein System der kollektiven Sicherheit. Nach dessen Scheitern in den 1930er Jahren und dem Zweiten Weltkrieg bildete sich mit der militärischen Parität der beiden Atommächte USA und Sowjetunion ein Gleichgewicht des Schreckens, das die Grundkonstellation der Weltpolitik bis zum Ende des Kalten Krieges wesentlich bestimmte.

## Neorealistische Sichtweisen
Kenneth Waltz, der Begründer des Neorealismus, stellte die Internationalen Beziehungen systemisch dar, bestehend aus Struktur und den einzelnen Staaten als „interacting units“. Seine Balance-of-Power (BOP)-Theorie besagt, dass Staaten Akteure in einer Struktur seien, in der aufgrund der Abwesenheit einer Zentralgewalt (Weltregierung) Anarchie herrsche. Dies zwinge den Staaten ein auf Sicherheit und Macht konzentriertes Handeln auf (Hilf-dir-selbst-Prinzip). Schließlich sei das oberste staatliche Ziel das eigene Überleben. Staaten seien rationale und von Interessen geleitete Akteure mit unterschiedlicher Macht. Staatliche Sicherheitspolitik soll die eigene Macht garantieren, und sie wird damit bei dieser Theorie zur vordringlichsten Aufgabe der Staaten erhoben. Dabei spielen nicht nur die militärische Stärke, sondern auch die ökonomische Macht eines Staates eine wichtige Rolle. Gibt es Machtungleichgewichte, dann tendieren Staaten nach Waltz dazu, diese auszugleichen. Das geht durch eigene Aufrüstung oder durch Bildung von Allianzen. Waltz meint, eine bipolare Struktur, so wie sie im Ost-West-Konflikt deutlich zutage trat, sei die beste, da am ehesten friedenserhaltend.
Stephen M. Walt stellte die Balance of Power-Theorie auf eine neue Grundlage und sprach vom „Gleichgewicht des Schreckens“ (Balance-of-Threat), weil nicht alle Staaten in balancing-Aktivitäten einsteigen, sondern nur gegenüber jenen, die sie fürchten. Beispielsweise haben die westeuropäischen Staaten im Kalten Krieg versucht, ein Gleichgewicht gegen den Warschauer Pakt zu erhalten, aber sie haben sich nicht untereinander als bedrohlich (und demzufolge nicht als „ausgleichungswürdig“) empfunden.
John J. Mearsheimer versuchte, nach dem Ende des Ost-West-Konflikts die Balance of Power-Theorie neu aufzustellen, weil der (Neo-)Realismus das Ende des Kalten Krieges nicht vorhersagen oder erklären konnte. Mearsheimer selbst versteht sich als „offensive realist“, d. h., er glaubt, dass Staaten nicht nur Balancing-Aktivitäten verfolgen, sondern oft auch aggressiv sein müssen, um ihr Überleben zu sichern. Im Gegensatz dazu beschrieb er Waltz als „defensive realist“, der das Überleben der Staaten nur durch balancing sichergestellt sieht. Mearsheimer gilt als relativ angriffslustiger Theoretiker, der andere Theorien (Neoliberalismus, Konstruktivismus etc.) stark kritisiert und heute v. a. vor einem aufstrebenden China warnt.